# حمیدرضا خصوصی ثانی
حمیدرضا خصوصی ثانی نمایندهٔ دورهٔ نهم مجلس شورای اسلامی و عضو کمیسیون اقتصادی مجلس شورای اسلامی از حوزهٔ انتخابیهٔ صومعه سرا در استان گیلان است. که در نهمین دوره انتخابات مجلس شورای اسلامی برگزیده شد.
«حمیدرضا خصوصی ثانی» در اول آبان ۱۳۹۸ به‌ دلیل سکته مغزی در بخش ICU بیمارستان پورسینای رشت بستری شد و در نهایت در روز سوم آبان به دلیل پایین آمدن سطح هوشیاری درگذشت.
حمیدرضا خصوصی متولد سال ۱۳۳۹ در طاهرگوراب شهرستان صومعه سرا بود.
دبیری آموزش و پرورش، رئیس آموزش و پرورش تولمات، مدرسی آموزشکده شهید چمران رشت، معاونت منطقه آزاد انزلی و بهزیستی گیلان در کارنامه کاری مرحوم حمیدرضا خصوصی ثانی به چشم می خورد.